# Liaison pendante
Une liaison pendante (dangling bond en anglais) est une valence non satisfaite sur un atome d'une substance à l'état solide. On observe de telles liaisons pendantes notamment à l'interface entre phases différentes, typiquement sur les surfaces des matériaux ainsi que dans des phases amorphes, comme dans le silicium amorphe, mais elles existent également sous forme de défauts ponctuels au sein de phases cristallines. Ces liaisons agissent sur les propriétés magnétiques de matériaux comme des céramiques du fait du moment magnétique qu'elles sont susceptibles de générer, ainsi que, dans certains cas, sur leurs propriétés optiques en raison de leur influence sur la structure électronique de ces matériaux, notamment sur leur bande interdite — laquelle dépend également de la géométrie des nanostructures considérées.
Du point de vue chimique, les liaisons pendantes sont par nature très réactives, et tendent à être passivées par diverses impuretés. L'hydrogène atomique est couramment utilisé dans l'industrie des semiconducteurs pour obtenir des interfaces Si/SiO2 de bonne qualité dans les composants MOS comme les MOSFET. Une analyse au deutérium montre que la passivation d'une couche mince de silicium polycristallin s'effectue préférentiellement le long des joints de grains.
Dans le silicium amorphe hydrogéné (a-Si:H), la densité de liaisons pendantes est négligeable à température ambiante, mais peut être importante aux températures couramment employées pour la croissance de ces matériaux. Certaines de ces liaisons peuvent être induites dans ce matériau par l'exposition à la lumière.

(en) Représentation schématique de silicium monocristallin (à gauche), amorphe avec liaisons pendantes (au centre), et hydrogéné (à droite).